# Carcere (film 1930)
Carcere è un film del 1930 diretto da George W. Hill. Uno dei primi film carcerari, The Big House fu distribuito negli Stati Uniti dalla Metro-Goldwyn-Mayer il 24 giugno 1930 e fu candidato a quattro premi Oscar vincendo quelli alla migliore sceneggiatura non originale e al miglior sonoro.

## Trama
Butch, Kent e John si incontrano in una prigione. Uno di loro è appena entrato, mentre gli altri già sono rispettabili carcerati, leader di gruppi che progettano delle fughe e delle rivolte. Un giorno i tre carcerati decidono di scappare e ci riescono alla grande, nascondendosi in casa di Anne, sorella di uno di loro. Ma presto i tre vengono riacciuffati e riportati in cella. L'occasione per mettere in atto l'assalto alle alte istituzioni della prigione avviene durante un pranzo alla mensa in cui i tre ladri, assieme a molti prigionieri, si ribellano alle guardie e assalgono l'intero carcere.

## Produzione
Il soggetto del film è ispirato a un'ondata di rivolte carcerarie che avvennero nel 1929 e alla conseguente indagine federale. Sulla base di questi avvenimenti, Hill scrisse una bozza di ventisette pagine intitolata The Reign of Terror: A Story of Crime and Punishment. Irving Thalberg diede il via libera alla sceneggiatura e incaricò Frances Marion di lavorare con Hill; dialoghi aggiuntivi furono scritti da Joe Farnham e Martin Flavin. Per il ruolo di Butch fu originariamente scelto Lon Chaney, ma il cancro che lo avrebbe ucciso nell'agosto 1930 era già in fase troppo avanzata e il ruolo andò a Beery.

## Distribuzione

### Data di uscita
Le date di uscita internazionali sono state:
- 14 giugno 1930 negli Stati Uniti
- 16 gennaio 1931 in Irlanda
- 7 febbraio in Australia
- 27 aprile in Brasile (O Presídio)
- maggio in Giappone (ビッグ・ハウス)
- 21 settembre in Danimarca (Mennesker bag Gitret)
- 1932 in Turchia (Demir kapı)

## Riconoscimenti
- 1930 - Premio Oscar
  - Migliore sceneggiatura non originale a Frances Marion
  - Miglior sonoro a Douglas Shearer
  - Candidatura Miglior film alla Cosmopolitan Productions
  - Candidatura Miglior attore protagonista a Wallace Beery

## Versioni in lingua straniera
Come spesso accadeva nei primi anni del cinema sonoro, per The Big House furono prodotte direttamente a Hollywood delle versioni in lingua straniera con un diverso cast tecnico e artistico ma utilizzando gli stessi set e costumi; la versione in francese Révolte dans la prison, quella in tedesco Menschen hinter Gittern e quella in spagnolo El presidio. Quest'ultimo fu il primo film doppiato in italiano (poiché la somiglianza tra l'italiano e lo spagnolo avrebbe reso più semplice la sincronizzazione), e uscì in Italia nel 1931 col titolo Carcere. Le versioni in spagnolo e francese furono distribuite in DVD in America del Nord dalla Warner Archive Collection insieme a The Big House.